# Faktur (Musik)
Faktur oder Factur (von lateinisch facere: machen) beschreibt den Aufbau eines Musikstücks. Hermann Mendel definiert Factur als „Art und Weise, wie ein Tonstück zusammengesetzt ist, mit besonderer Rücksicht auf seinen inneren Bau“.
Obwohl der Begriff in der Musikwissenschaft häufig verwendet wird – zuweilen im Sinne der Technik des Tonsatzes („Satztechnik“) – gibt es weder in der Enzyklopädie „Die Musik in Geschichte und Gegenwart“  noch im „Grove Dictionary of Music and Musicians“ einen Eintrag.